# Yıldızköy, Şefaatli
Yıldızköy là một xã thuộc huyện Şefaatli, tỉnh Yozgat, Thổ Nhĩ Kỳ. Dân số thời điểm năm 2010 là 252 người.